# Impetigo

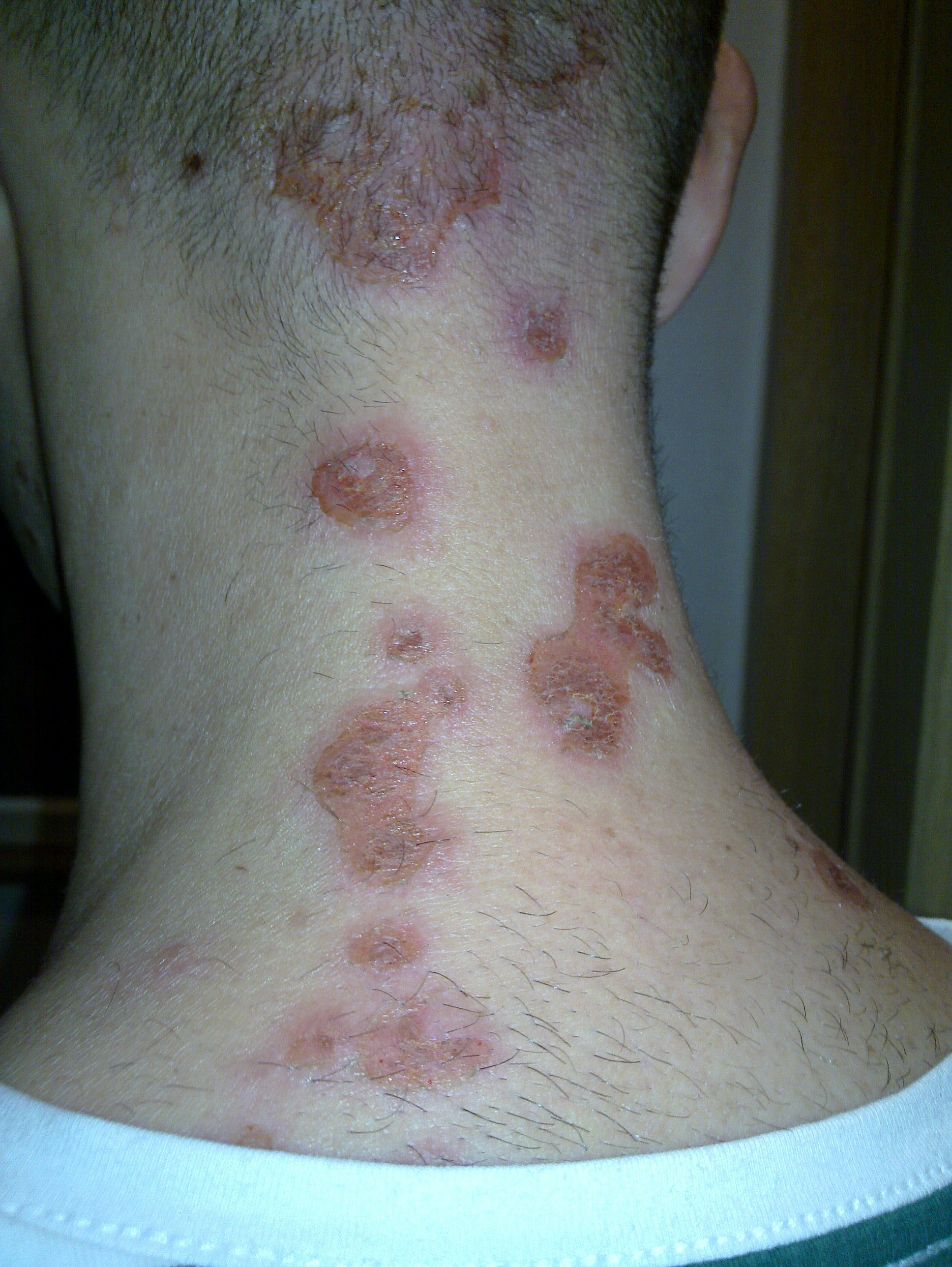
Infekterade svinkoppor

Impetigo eller svinkoppor, vardagligt även kallat sandlådesjukan, är en ytlig hudinfektion som orsakas av bakterier, oftast stafylokocker men även streptokocker, ibland i kombination. Den drabbar framför allt barn. Infektionen yttrar sig i vätskefyllda sår som är fuktiga hela tiden och inte går att få torra. Den sätter sig ofta i ansiktet eller på armar och händer. Om den får läka ut av sig själv bildas normalt inga ärr. 

## Behandling
Mindre infektioner av impetigo kan rengöras, desinficeras och sedan smörjas med bakteriedödande väteperoxidsalva för att påskynda läkningen och förhindra vidare spridning. Väteperoxidsalva är ett receptfritt läkemedel. Vid svårare infektioner kan receptbelagd antibiotika som täcker stafylokocker användas. Mer information om antibiotikabehandling återfinns under resistensutveckling.

## Resistensutveckling
Över hela Sverige pågår en spridning av en viss stafylokockstam (stam = bakterier av samma ursprung, med samma arvsmassa) som kan ge bullös impetigo. Denna bakteriestam har ökad motståndskraft mot fusidinsyra – ett antibiotikum som vanligtvis är verksamt mot stafylokocker. Samtidigt med stammens utbredning har användningen av kräm som innehåller fusidinsyra ökat. Det är inte fastställt att den ökade användningen av fusidinsyrakräm har bidragit till stammens spridning, men om användningen fortgår leder detta troligen till att stammen lättare sprids.
Utomlands har stafylokocker setts utveckla resistens mot läkemedlet mupirocin, och svenska experter avråder därför från användning av mupirocin vid impetigo.
På grund av resistensproblemet rekommenderas inte lokal antibiotikabehandling i form av salva eller kräm för rutinmässig behandling av impetigo. Världshälsoorganisationen (WHO) rankar den snabba utvecklingen av antibiotikaresistens som ett av de största hoten mot människors hälsa.